# Ledebouria lilacina
Ledebouria lilacina là một loài thực vật có hoa trong họ Măng tây. Loài này được (Fenzl ex Kunth) Speta mô tả khoa học đầu tiên năm 1998.